# Grande Boucle
A Grande Boucle (oficialmente: Grande Boucle Féminine Internationale; em português: Grande Volta), conhecida como o Tour de France Feminino, foi uma corrida ciclista feminina profissional por etapas, que se disputava em junho. O termo Grande Boucle, pelo qual também se conhecia extraoficialmente ao Tour masculino, significa "Grande volta" em português, e a sua razão é porque a carreira se disputa ao longo de uma série de etapas que, em conjunto, formam um circuito ao redor da geografia francesa.
Foi uma das carreiras por etapas femininas mais prestigiosas junto ao Giro d'Italia Feminino e o Tour de l'Aude Feminino (consideradas como as Grandes Voltas femininas).
O Tour feminino passou por diversos problemas, fundamentalmente de patrocínio, pelo qual teve anos nos que foi carreira amadora ainda que devido à regulamentação se podendo correr equipas profissionais (2001-2006) e inclusive teve um ano no que não se disputou (2004). Baixando notavelmente a sua importância e prestígio nos seus últimos anos. Catalogada de categoria 2.2 (última categoria do profissionalismo) em seus últimos três anos até à sua última edição em 2009.

## História

### Primeiras edições
A sua primeira edição foi em 1955, ainda que a sua segunda edição não se chegou a disputar até 1984 quando se utilizou como "prova de abertura" do Tour de France até 1989, como ambas carreiras estavam organizadas pelos mesmos organizadores.

### Tour da CEE, Tour Cycliste Féminin e Grande Boucle
Em 1990 mudou de formato e chamou-se Tour da CEE desaparecendo esta prova definivamente em 1994. Não tendo desde então esta prova relação com o Tour de France.
Em 1992 criou-se outra prova similar chamada Tour Cycliste Féminin (coincidindo com o Tour da CEE durante 2 anos) ainda que em meados de os 90 surgiu um problema ao redor do nome deste. Até 1997, esta nova carreira chamada Tour Cycliste Féminin (TCF) foi conhecida como o "Women's Tour de France". O comité organizador da prova determinou que poderiam existir problemas de marcas com a palavra Tour, pelo que em 1998 o nome foi mudado por Grande Boucle.

### Últimas edições: decadência da prova
Até a edição de 2000 foi uma competição por etapas de máxima categoria até que ao ano seguinte desceu a categoria amadora. Após que não pudesse se celebrar a edição de 2004, a carreira voltou em 2005 com um formato menor, contando só 5 dias de competição (até então, a carreira durava entre 10 e 15 dias) e se reduzindo a uma única região na França. A partir de 2007 voltou a ser uma carreira profissional mas de categoria 2.2 (última categoria do profissionalismo). Em 2008, a carreira consistiu em 7 etapas disputadas em 6 dias de competição. A sua última edição, em 2009, devido às suas dificuldades, só teve quatro etapas, a última delas com início em Irún (Espanha).

### Outras provas francesas por etapas
Depois do seu desaparecimento, as principais provas de ciclismo feminino em França passaram a ser o Tour de l'Aude Feminino e Route de France feminina (criada em 2006). Tal com a Grande Boucle nenhuma destas provas partilhava nenhuma ligação com o Tour de France. Acabariam por ser extintas devido a dificuldades financeiras e organizativas em 2010 e 2016 respectivamente.

### Provas posteriores da ASO
Em 2014, na sequência de uma petição popular liderada pelas ciclistas Kathryn Bertine, Marianne Vos e Emma Pooley, a ASO organiza uma prova de um dia, realizada em conjunto com o Tour de France, designada de La Course by Le Tour de France.
Em 2022 foi criada o Tour de France feminino.
Em junho de 2021 o ASO anunciou que iria criar uma nova corrida de ciclismo feminino por etapas designada Tour de France Femmes. O diretor do Tour masculino, Christian Prudhomme, declarou que deveria, ser recordadas as lições aprendidas com o falhanço de evento como a Grande Boucle, e que o objectivo do ASO era ter um evento sustentável que "continue a existir daqui a 100 anos". O ASO não considera o Tour de France feminino um sucessor da Grande Boucle, sendo a edição de 2022 a primeira.

## Palmarés
Em amarelo: edição amador.
| Ano                     | Ganhadora            | Segunda              | Terça                   |
| Tour de France Feminino |                      |                      |                         |
| ----------------------- | -------------------- | -------------------- | ----------------------- |
| 1955                    | Millie Robinson      | June Thackerey       | Marie-Jeanne Donabedian |
| 1956-1983               | Não se disputou      | Não se disputou      | Não se disputou         |
| 1984                    | Marianne Martin      | Heleen Hage          | Deborah Schumway        |
| 1985                    | Maria Canins         | Jeannie Longo        | Cecile Odin             |
| 1986                    | Maria Canins         | Jeannie Longo        | Inga Thompson           |
| 1987                    | Jeannie Longo        | Maria Canins         | Ute Enzenauer           |
| 1988                    | Jeannie Longo        | Maria Canins         | Elizabeth Hepple        |
| 1989                    | Jeannie Longo        | Maria Canins         | Inga Thompson           |
| Tour da CEE Feminino    |                      |                      |                         |
| 1990                    | Catherine Marsal     | Leontien van Moorsel | Astrid Schop            |
| 1991                    | Astrid Schop         | Leontien van Moorsel | Roberta Bonanomi        |
| 1992                    | Leontien van Moorsel | Heidi Van de Vijver  | Roberta Bonanomi        |
| 1993                    | Heidi Van de Vijver  | Leontien van Moorsel | Koliasseva Alexandra    |
| Tour Cycliste Féminin   |                      |                      |                         |
| 1992                    | Leontien van Moorsel | Jeannie Longo        | Heidi Van de Vijver     |
| 1993                    | Leontien van Moorsel | Marion Clignet       | Heidi Van De Vijver     |
| 1994                    | Valentina Polchanova | Rasa Polikeviciute   | Cécile Odin             |
| 1995                    | Fabiana Luperini     | Jeannie Longo        | Luzia Zberg             |
| 1996                    | Fabiana Luperini     | Rasa Polikeviciute   | Jeannie Longo           |
| 1997                    | Fabiana Luperini     | Barbara Heeb         | Linda Jackson           |
| Grande Boucle           |                      |                      |                         |
| 1998                    | Edita Pucinskaite    | Fabiana Luperini     | Alessandra Cappellotto  |
| 1999                    | Diana Žiliūtė        | Valentina Polchanova | Edita Pucinskaite       |
| 2000                    | Joane Somarriba      | Edita Pucinskaite    | Geraldine Loewenguth    |
| 2001                    | Joane Somarriba      | Fabiana Luperini     | Judith Arndt            |
| 2002                    | Zinaida Stahurskaja  | Susanne Ljungskog    | Joane Somarriba         |
| 2003                    | Joane Somarriba      | Nicole Brändli       | Judith Arndt            |
| 2004                    | Não se disputou      | Não se disputou      | Não se disputou         |
| 2005                    | Priska Doppmann      | Edwige Pitel         | Christiane Soeder       |
| 2006                    | Nicole Cooke         | Maryline Salvetat    | Tatstsiana Sharakova    |
| 2007                    | Nicole Cooke         | Priska Doppmann      | Emma Pooley             |
| 2008                    | Christiane Soeder    | Karin Thürig         | Nicole Cooke            |
| 2009                    | Emma Pooley          | Christiane Soeder    | Marianne Vos            |

## Palmarés por países
| País           | Vitórias |
| -------------- | -------- |
| Itália         | 5        |
| França         | 4        |
| Países Baixos  | 4        |
| Reino Unido    | 4        |
| Espanha        | 3        |
| Lituânia       | 2        |
| Estados Unidos | 1        |
| Bélgica        | 1        |
| Rússia         | 1        |
| Bielorrússia   | 1        |
| Suíça          | 1        |
| Áustria        | 1        |